# Fekete Sas Patikamúzeum
A Fekete Sas Patikamúzeum a Szent István Király Múzeum állandó kiállítása Székesfehérvár belvárosának főutcáján, mely a gyógyszerészettörténetbe, illetve székesfehérvári gyógyszerészetének múltjába nyújt betekintést. A barokk stílusú bútorzattal és felszereléssel berendezett múzeum egy 18. századi patika korhű, jellegzetes arculatával fogadja a látogatókat. A múzeum bemutatja a jezsuita, majd polgári irányítású patika kétszáz éves működését Székesfehérváron. Az épület műemléki védelem alatt áll.

## A Fekete Sas Patika története
A Fekete Sas Patika 1746 és 1971 között Székesfehérvár meghatározó gyógyszerészeti intézménye volt, amely először a jezsuita szerzetesrend fennhatósága alatt működött. A Fekete Sas első elődje az 1688-ban megalapított első patika volt, amit közvetlenül a török kiűzése után Sartory János, Pápáról érkezett patikus alapított. A patika többször gazdát cserélt, és a jezsuita rend végül 1745-ben vásárolta meg, a kor körülményei között tekintélyes 1200 forintos összegért. A jezsuita rend a vásárlással gyakorlatilag monopóliumot nyert, mert a tulajdonnal együtt örökölte azt a privilégiumot, hogy a városvezetés másnak nem ad engedélyt patikanyitásra. A jezsuiták tulajdonába került városi patika, a későbbi Fekete Sas Patika élére Maschner Jakab, német, szlovén, latin és magyar nyelvismerettel rendelkező patikus került.
A jezsuita rend 1744-ben kezdte el építeni fehérvári rendházát, a patika akkori épületével szemben. 1749-ben Vanossi Antal a kor egyik legnevezetesebb fafaragó mesterét, Baumgartner Bernátot helyezte Székesfehérvárra, aki már más városokban, többek között Bécsben is komoly munkákat végzett. A mester 1760-ig vezette a székesfehérvári jezsuita rendház fafaragó műhelyét, amely a jezsuita templom és a rendház teljes berendezése mellett a patika bútorzatát is elkészítette. A máig legjellegzetesebb része a patikának ma is ezzel a bútorzattal van berendezve, ez a helyiség az officina (a gyógyszertárnak az a helyisége, ahol a vásárlóknak kiszolgáltatják a gyógyszereket, illetve az egyszerűbbeket akár itt készítik el).
1774-ben a patika a pálos rendhez került, majd elárverezés után újra polgári tulajdon lett. Valter Ferenc új tulajdonos költöztette a patikát és a berendezést új, mostani helyére, és ő adta neki mai nevét, a kor kívánalmainak megfelelően szerint németül: Apotheke zum Schwarzen Adler. Az eredeti, még jezsuiták előtti bútorok, illetve a Baumgartner-féle barokk bútorzat mellé az 1920-as években egy szecessziós stílusú mérlegszekrény került, ám ezt később eltávolították, hogy a barokk stílusú patika egységes látványvilágát vissza lehessen állítani. Ma ezek, a főleg a barokk korszakból megmaradt berendezések adják a kiállítás díszleteit. Az állandó múzeum megnyitásában a Fejér Megyei Gyógyszertári Központ nyújtott segítséget, a felújítást Fejér megye tanácsa vezette, és a Képzőművészeti Kivitelező Vállalat faszobrászai végezték el a bútorzat gondos restaurálását.
A patikának otthont adó épület mai külalakját a 19. század végén végzett átalakítás során nyerte el. A Patikamúzeum finoman megmunkált, füzérdíszítésű vörös márvány bejárata a késő eklektika stílusában épült.

## A Múzeum
A Fekete Sas Patikamúzeum ma elsősorban a jezsuita fafaragó műhely által elkészített patikaberendezést és a patika történelmi felszerelését mutatja be a látogatóknak, így felvázolva a gyógyszerészet, illetve a gyógyszerkészítés történelmi múltját. Ezen kívül a patikamúzeum „A hónap tárgya” című kulturális sorozatában régészeti, néprajzi és képzőművészeti időszaki kiállításokat szervez, így a patikamúzeum történetén kívül a város és a környező terület történelméből és kultúrájából is ismereteket nyújt a látogatók számára. A Patikamúzeum részt vesz a Múzeumok Éjszakája programsorozatban, melynek keretein belül a múzeum személyzete családi programokkal, gyógynövénytani bemutatóval várja és gyógynövényekből főzött teákkal vendégeli meg a látogatókat. Iskolák számára a múzeum gyermekfoglalkozást szervez. A kulturális munka elismeréseként Székesfehérvár 2011-ben 13,6 millió forintos uniós támogatást nyert a Patikamúzeum fejlesztésére, ez adott lehetőséget a gyermekcsoportok foglalkoztatására alkalmassá tevő átalakításokra is.
A Patikamúzeum az épület földszinti helyiségeiben kap helyet. Az épület belső udvarában helyet kapott gyógynövényes kert, amelyben Kitaibel Pál is megfordult. Ezt a gyógyszertár működésének végével már nem használták, így a Fekete Sas Patikamúzeumban ma már nem termesztenek gyógynövényeket.